# Трінклер Микола Петрович
Мико́ла Петро́вич Трі́нклер (7(19) листопада 1859, Санкт-Петербург — 10 серпня 1925, Євпаторія) — видатний хірург, професор кафедри факультетської хірургії Харківського університету, учений та педагог.

## Короткий життєпис
Народився в Петербурзі в купецькій родині. Початкову освіту здобув у німецькій приватній школі. У 1877 закінчив із золотою медаллю Сімферопольську гімназію.
У 1878 році вступає на медичний факультет Харківського університету, який успішно закінчив з відзнакою як лікар і повітовий лікар. На четвертому курсі став завідувачем лабораторії факультетської хірургічної клініки, очолюваної видатним харківським хірургом В. Ф. Грубе, у майбутньому його наставником. Завершивши навчання, 1884 працював на посаді ординатора університетської хірургічної клініки (1884—1885 — понадштатний, 1885—1888 — штатний).
З 1888 по 1892 роки отримує статус професорського стипендіата. У 1899 році захистив докторську дисертацію на тему: «К хирургии поперечных переломов надколенника».
У 1900 році Миколу Трінклера колектив факультету обрав приват-доцентом, одночасно він починає читати лекції з хірургії черевної та грудної порожнини.
З 1905 року — екстраординарний, з 1910 року — ординарний професор Харківського університету на кафедрі хірургічної патології з десмургією та вченням про вивихи та переломи. Одночасно відкриває в Харкові приватну хірургічну лікарню на 75 ліжок, де незаможні хворі лікуються безкоштовно (1906). Після подій 1917 року передає свою лікарню державі, надалі працюючи хірургом та керівником закладу, який визнається кращою хірургічною клінікою міста.
1913—1925 — завідувач факультетської хірургічної клініки, де від самого початку професійної діяльності набував досвід практичного хірурга.
З 1921 року — Микола Петрович професор Харківського медичного інституту.
Помер 10 серпня 1925 року, перебуваючи на лікуванні в Євпаторії. Похований у Харкові.

## Наукова та педагогічна робота
М. П. Трінклер — новатор у хірургії, високопрофесійний діагност-клініцист, видатний хірург-практик широкого діапазону, одним із перших запровадив у хірургічну практику асептику.
У 1910 році виконав другу у Російської імперії гастректомію, першим вивчив і описав вісцеральний сифіліс і його прояви. Був активним прихильником радикального хірургічного лікування злоякісних новоутворень у ранньому періоді, широко використовував місцеву та загальну променеву терапію, хіміотерапію, вдосконалював методики й техніки радикальних втручань. Успішно здійснював пластичні та косметичні операції, трепанації черепа, видалення пухлин, широко застосовував оперативне втручання при захворюваннях органів руху, зокрема — суглобів.
Науковець безпосередньо займався організацією амбулаторії та стаціонара в закладах Червоного Хреста, регулярно консультував лікарні та амбулаторії Харківського медичного товариства.
Організував у Ростові-на-Дону показовий хірургічний шпиталь, який став школою практики висококваліфікованих військових хірургів.
Тринклер був одним із засновників Товариства російських хірургів, відповідальним редактором журналу «Врачебное дело», співредактором журналу «Цензор научной мысли», членом редколегії журналу «Русский хирургический архив». Входив до складу комітету 1-го Всеросійського протиракового з'їзду. Як делегат і доповідач брав участь у засіданнях щорічних Загальноросійських хірургічних з'їздів. Наукові дослідження проводив у галузях гнійної хірургії, нейрохірургії, онкології, травматології, уражень опорно-рухового апарату, діагностики та лікування органів черевної порожнини, застосування фармакологічних засобів. Запропонував власний метод дренування шлуночків головного мозку.
Автор близько 80 наукових праць з питань онкології, нейрохірургії, лікування ран, сифілітичного ураження внутрішніх органів, гематології тощо. Серед них монографія «Хронические воспаления и злокачественные новообразования» (1919), робота з вісцерального сифілісу «О siphilisvisceralis и его проявлениях в форме хирургических заболеваний» (1902), посібник «Основи сучасного лікування ран» (1926), який став першою науковою працею у галузі гнійної хірургії.
Був членом Нобелівського комітету, рецензував наукові праці кандидатів на отримання нобелівської премії.

## Звання
У 1924 отримав почесне звання «Заслужений професор Республіки».

## Пам'ять
- Відповідно до ухвали РНК УРСР про увічнення пам'яті М. Трінклера (1925) факультетська хірургічна клініка і вулиця у Харкові, де вона стоїть, дістали його ім'я
- В Харкові одна з вулиць у центрі міста названа на його честь - вулиця Трінклера